# Темницкуел
Темницкуел (њем. Temnitzquell) општина је у њемачкој савезној држави Бранденбург. Једно је од 23 општинска средишта округа Остпригниц-Рупин. Према процјени из 2010. у општини је живјело 825 становника. Посједује регионалну шифру (AGS) 12068425.

## Географски и демографски подаци
Темницкуел се налази у савезној држави Бранденбург у округу Остпригниц-Рупин. Општина се налази на надморској висини од 60 метара. Површина општине износи 65,5 km². У самом мјесту је, према процјени из 2010. године, живјело 825 становника. Просјечна густина становништва износи 13 становника/km².